# Edith Eger
Edith Eva "Dicuka" Eger (nacida en Košice el 29 de septiembre de 1927) es una psicóloga y escritora que ejerce su profesión en los Estados Unidos.
Nacida de padres judíos húngaros, es superviviente del Holocausto y especialista en el tratamiento del trastorno de estrés postraumático.

Sus memorias tituladas The Choice - Embrace the Possible, publicadas en 2017, se convirtieron en un éxito de ventas internacional. Su segundo libro, titulado The Gift - 12 Lessons to Save Your Life , se publicó en septiembre de 2020.

## Biografía
Edith Eger es la hija menor de Lajos e Ilona Elefánt, judíos húngaros de una zona que, en el momento de su nacimiento, se encontraba en Checoslovaquia. Su padre era sastre. 
La ciudad natal de Eger, Košice, pertenecía a Hungría antes de junio de 1920 y después de 1938 y se llamaba Kassa durante ese tiempo. Eger asistió a la escuela secundaria de gimnasia y tomó lecciones de ballet. Fue miembro del equipo olímpico húngaro de gimnasia. En 1942, el gobierno húngaro promulgó nuevas leyes antijudías y fue retirada del equipo de gimnasia. Su hermana mayor, Klara, era violinista y fue admitida en el Conservatorio de Budapest. Durante la guerra, Klara fue escondida por su profesor de música. Su hermana Magda era pianista.
En marzo de 1944, Eger se vio obligada a vivir en el gueto de Košice con sus padres y Magda. En abril los obligaron a permanecer en una fábrica de ladrillos con otros 12.000 judíos durante un mes. En mayo de ese año fueron deportados a Auschwitz. Cuando fue seleccionada para la cámara de gas, Josef Mengele la separó de su madre. Su madre fue asesinada en la cámara de gas. En sus memorias, Eger relata que esa misma noche Mengele la hizo bailar para él en su cuartel. Como "gracias", recibió una barra de pan que compartió con otras niñas.
Según sus memorias, Eger permaneció en varios campos, incluido el de Mauthausen. Los nazis evacuaron Mauthausen y otros campos de concentración a medida que se acercaban los estadounidenses y los rusos. Eger fue enviada en una marcha de la muerte con su hermana Magda al campo de concentración de Gunskirchen, una distancia de unos 55 kilómetros. Cuando no pudo caminar más por el agotamiento, una de las niñas con las que había compartido el pan de Mengele la reconoció y la llevó adelante junto con Magda. Las condiciones en Gunskirchen eran tan malas que Eger tuvo que comer hierba para sobrevivir, mientras que otros prisioneros recurrieron al canibalismo. Cuando el ejército estadounidense liberó el campo en mayo de 1945, según Eger, la dieron por muerta entre varios cadáveres. Se dice que un soldado la rescató después de ver su mano moverse. El soldado rápidamente buscó atención médica y le salvó la vida. Pesaba 32 kilogramos en ese momento y tenía la espalda rota, fiebre tifoidea, neumonía y pleuresía.

## La bailarina de Auschwitz
En su obra "La bailarina de Auschwitz", Eger narra su vida, pero también cuenta de los casos que ha tratado en su consulta como psicóloga y de como su propia experiencia le ha permitido ayudar a otras víctimas. Su mensaje es claro "tenemos la capacidad de escapar de las prisiones que construimos en nuestras mentes y podemos elegir ser libres, sean cuales sean las circunstancias de nuestras vidas".

## Obras
- The Choice - Embrace the Possible. Scribner, 2017, ISBN 9781501130786
- The Gift - 12 Lessons to Save Your Life. Ebury Publishing, 2020, ISBN 9781846046278